# Luigi Ferrero
Luigi Ferrero (né le 26 février 1904 à Turin dans le Piémont et mort le 29 octobre 1984 dans la même ville) est un joueur (qui jouait au poste d'attaquant) puis entraîneur de football italien.

## Palmarès
| Juventus - Championnat d'Italie (1) : - Champion : 1925-26. |  | Torino - Championnat d'Italie (2) : - Champion : 1945-1946 et 1946-1947. |